# Schloss Habendorf

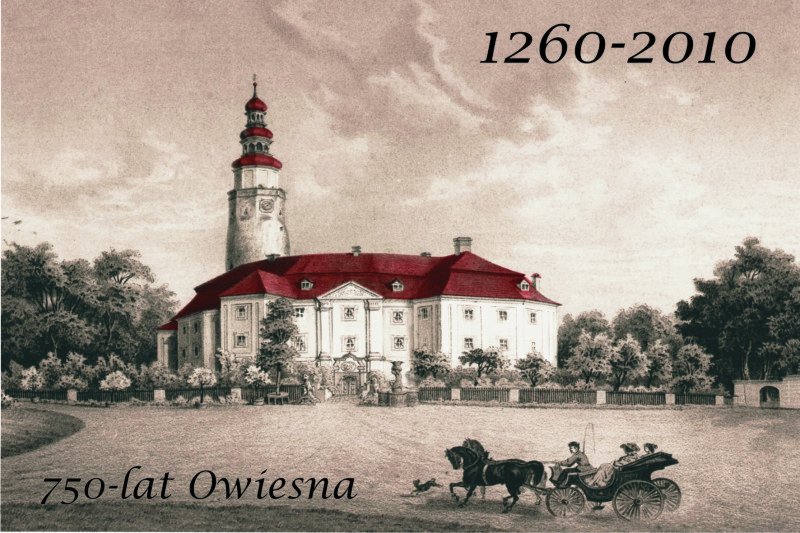
Schloss Habendorf zwischen 1879 und 1885

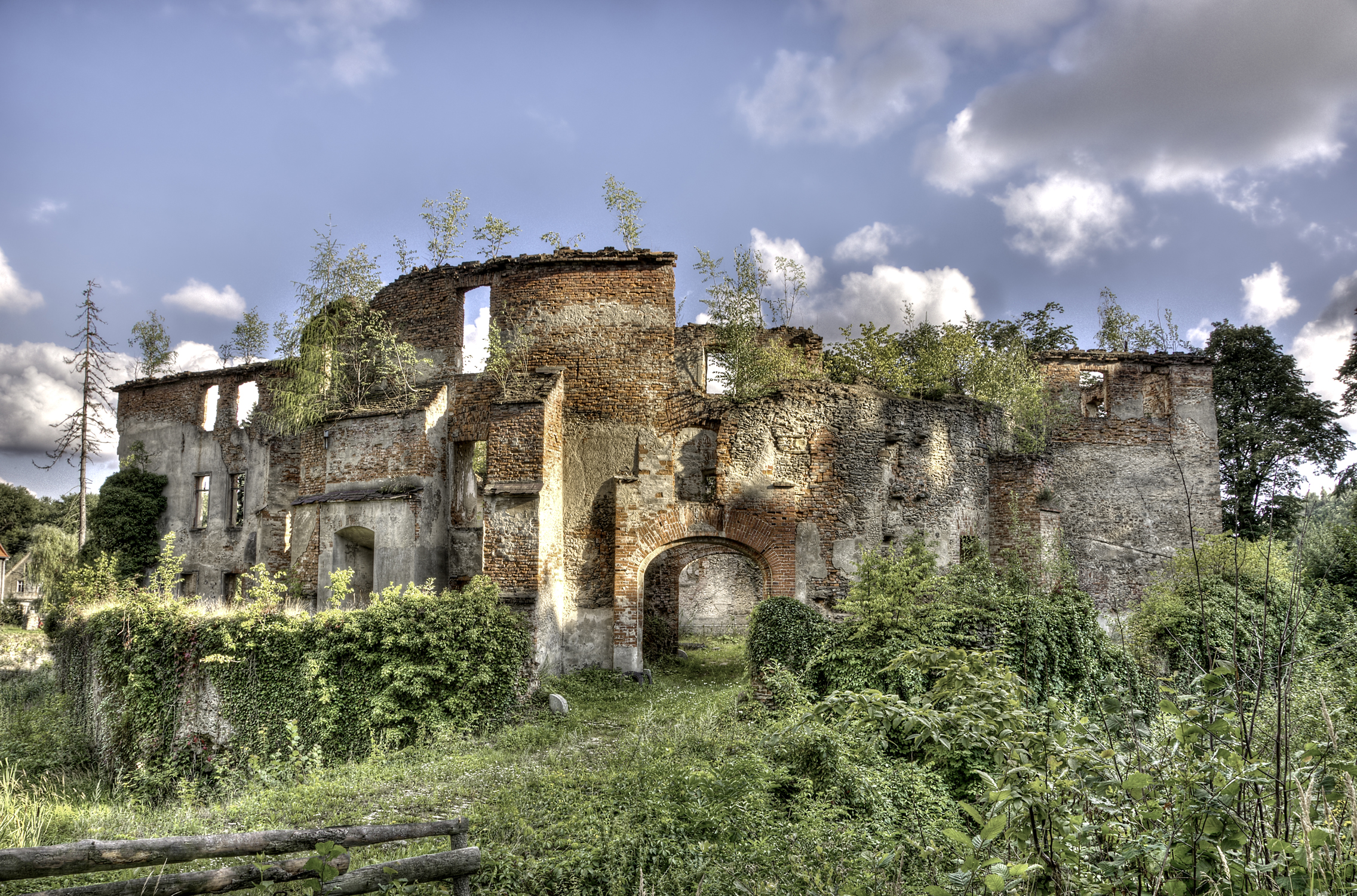
Die Schlossruine 2012

Die Ruine des Schlosses Habendorf (polnisch Zamek w Owieśnie) steht in Owiesno (Habendorf) im Powiat Dzierżoniowski in der Woiwodschaft Niederschlesien in Polen.

## Geschichte
Neben der slawischen Siedlung Ovesnovo war 1292 ein deutsch besiedelter Ortsteil Haverdorph entstanden, zu dem vermutlich auch eine Burg gehörte. Der heutige Bau geht zurück auf Anfang des 14. Jahrhunderts, als Siegmund von Pogrell eine Wasserburg errichten ließ.
Nach mehreren Besitzerwechseln war die Burg ab der zweiten Hälfte des 16. Jahrhunderts in Besitz derer von Bock. 1721 erwarben die von Heyde die Burg, die das Gebäude im Stil des Barock umbauten. Durch Heirat gelangte das Schloss 1797 an die von Seidlitz, die das Schloss modernisieren und den Wassergraben trockenlegen ließen.
Nach 1945 wurden polnische Umsiedler im Schloss untergebracht. Bei einer Sanierung 1964 stürzte der Turm ein und zerstörte das Schlossgebäude. Danach verfiel das Schloss.

## Bauwerk
Die Kernburg stand auf einem nahezu kreisförmigen Grundriss. Im Inneren befindet sich ein trapezförmiger Innenhof. Die freistehende Mauer der Kernburg ist mit mehreren Strebepfeilern abgestützt. Unter den von Bock entstand die südliche Umfassung der Ringmauer mit Torhaus und Erkern. Von der Barockisierung stammen das Hauptportal und die Mansardendächer. Der Oberbau des Turms ging nach oben in ein Achteck über auf dem eine durchbrochene Zwiebelhaube saß.